# Termitodiellus luzonensis
Termitodiellus luzonensis är en skalbaggsart som beskrevs av Henry Fuller Howden 1995. Termitodiellus luzonensis ingår i släktet Termitodiellus och familjen Aphodiidae. Inga underarter finns listade i Catalogue of Life.